# Tourreilles
Cet article concerne la commune de l’Aude. Pour la commune de la Haute-Garonne, voir Les Tourreilles.
Tourreilles  est une commune française, située dans l'ouest du département de l'Aude en région Occitanie.
Sur le plan historique et culturel, la commune fait partie du Razès, un pays historiquement très étendu, qui ne se résume aujourd'hui qu'aux collines de la Malepère et au bas Razès au centre et au sud, limité par le pays de Sault. Exposée à un climat océanique altéré, elle est drainée par le ruisseau des Langagnous et par un autre cours d'eau.
Tourreilles est une commune rurale qui compte 132 habitants en 2022, après avoir connu un pic de population de 317 habitants en 1841. Elle fait partie de l'aire d'attraction de Limoux. Ses habitants sont appelés les Tourreillois et ses habitantes les Tourreilloises.

## Géographie

### Localisation
La commune de Tourreilles est située dans l'aire urbaine de Limoux et la région du Razès. Le terroir du village n'est pas très vaste, 630 ha environ, dont beaucoup ne sont pas cultivables.

### Communes limitrophes
|            | La Digne-d'Amont | La Digne-d'Aval (sur 50 m) |
| Castelreng | Tourreilles      | Magrie                     |
|            | Bouriège         | Roquetaillade-et-Conilhac  |

### Géologie et relief
La commune de Tourreilles est située dans une vallée qui descend d'ouest en est, entre deux lignes de collines, Saint-Pierre le Clair au sud, culminant à près de 600 m, et les Costes au nord, élevées de 360 m. Une colline boisée, aux contours mous, se dresse au milieu du territoire et dessine un col avec les contreforts de Saint-Pierre. C'est là, face à l'est pour être à l'abri du vent de Cers, qu'a été construit le village.
Exposées plein sud, les Costes sont sèches, faites de terres maigres et de rocs, colorées d'ocres, de roses et de gris-bleu, revêtues d'une végétation méditerranéenne clairsemée, piquetées de pins et couronnées de chênes verts. Les versants de Saint-Pierre, dominés par une falaise, sont quelque peu abrités du soleil, plus humides et verdoyants, couverts de landes où poussent thym, lavande et romarin, densément boisés ici et là de chênes, d'yeuses, de pins, enfouis ailleurs sous une profusion de genêts et de genévriers. De grands champs s'étalent sur les replats. Plus bas et dans la vallée, les terres sont favorables à la viticulture, spécialement pour la production de la blanquette de limoux. Le relief y est animé, avec collines et monticules, barres rocheuses et corniches, ressauts et talus, plats et coteaux, dans un apparent désordre compensé par la géométrie des vignes.
La commune est classée en zone de sismicité 2, correspondant à une sismicité faible.

### Hydrographie
La commune est dans la région hydrographique « Côtiers méditerranéens », au sein du bassin hydrographique Rhône-Méditerranée-Corse. Elle est drainée par le ruisseau des Langagnous et le ruisseau de Las Fournes, qui constituent un réseau hydrographique de 4 km de longueur totale,.
Le ruisseau des Langagnous, d'une longueur totale de 12 km, prend sa source dans la commune de Castelreng et s'écoule du sud-ouest vers le nord-est. Il traverse la commune et se jette dans l'Aude à Limoux, après avoir traversé 5 communes.

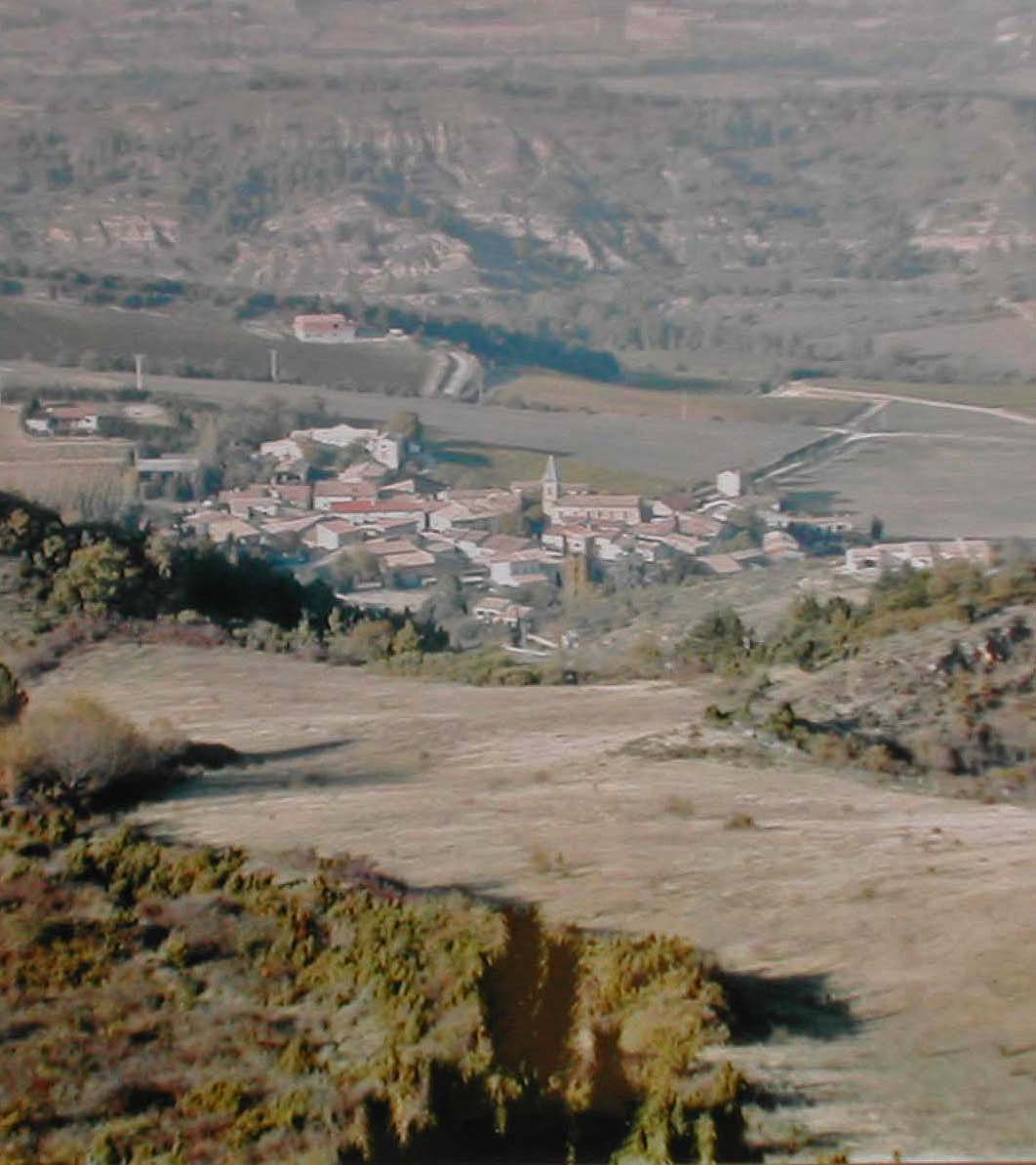
Vue panoramique des hauteurs de Saint-Pierre.

### Climat
Pour des articles plus généraux, voir Climat de l'Occitanie et Climat de l'Aude.
En 2010, le climat de la commune est de type climat océanique altéré, selon une étude s'appuyant sur une série de données couvrant la période 1971-2000. En 2020, Météo-France publie une typologie des climats de la France métropolitaine dans laquelle la commune est exposée à un climat de montagne ou de marges de montagne et est dans la région climatique Pyrénées orientales, caractérisée par une faible pluviométrie, un très bon ensoleillement (2 600 h/an), un air sec, particulièrement en hiver et peu de brouillards.
Pour la période 1971-2000, la température annuelle moyenne est de 12,8 °C, avec une amplitude thermique annuelle de 15,4 °C. Le cumul annuel moyen de précipitations est de 875 mm, avec 10,2 jours de précipitations en janvier et 5,6 jours en juillet. Pour la période 1991-2020, la température moyenne annuelle observée sur la station météorologique la plus proche, située sur la commune de Limoux à 6 km à vol d'oiseau, est de 13,6 °C et le cumul annuel moyen de précipitations est de 666,0 mm,. Pour l'avenir, les paramètres climatiques de la commune estimés pour 2050 selon différents scénarios d'émission de gaz à effet de serre sont consultables sur un site dédié publié par Météo-France en novembre 2022.

### Milieux naturels et biodiversité
Aucun espace naturel présentant un intérêt patrimonial n'est recensé sur la commune dans l'inventaire national du patrimoine naturel,,.

## Urbanisme

### Typologie
Au 1er janvier 2024, Tourreilles est catégorisée commune rurale à habitat dispersé, selon la nouvelle grille communale de densité à 7 niveaux définie par l'Insee en 2022.
Elle est située hors unité urbaine. Par ailleurs la commune fait partie de l'aire d'attraction de Limoux, dont elle est une commune de la couronne,. Cette aire, qui regroupe 39 communes, est catégorisée dans les aires de moins de 50 000 habitants,.

### Occupation des sols
L'occupation des sols de la commune, telle qu'elle ressort de la base de données européenne d’occupation biophysique des sols Corine Land Cover (CLC), est marquée par l'importance des territoires agricoles (66,2 % en 2018), en diminution par rapport à 1990 (70,8 %). La répartition détaillée en 2018 est la suivante : 
cultures permanentes (45,7 %), forêts (17,7 %), milieux à végétation arbustive et/ou herbacée (16,1 %), zones agricoles hétérogènes (15,9 %), prairies (4,6 %). L'évolution de l’occupation des sols de la commune et de ses infrastructures peut être observée sur les différentes représentations cartographiques du territoire : la carte de Cassini (XVIIIe siècle), la carte d'état-major (1820-1866) et les cartes ou photos aériennes de l'IGN pour la période actuelle (1950 à aujourd'hui).

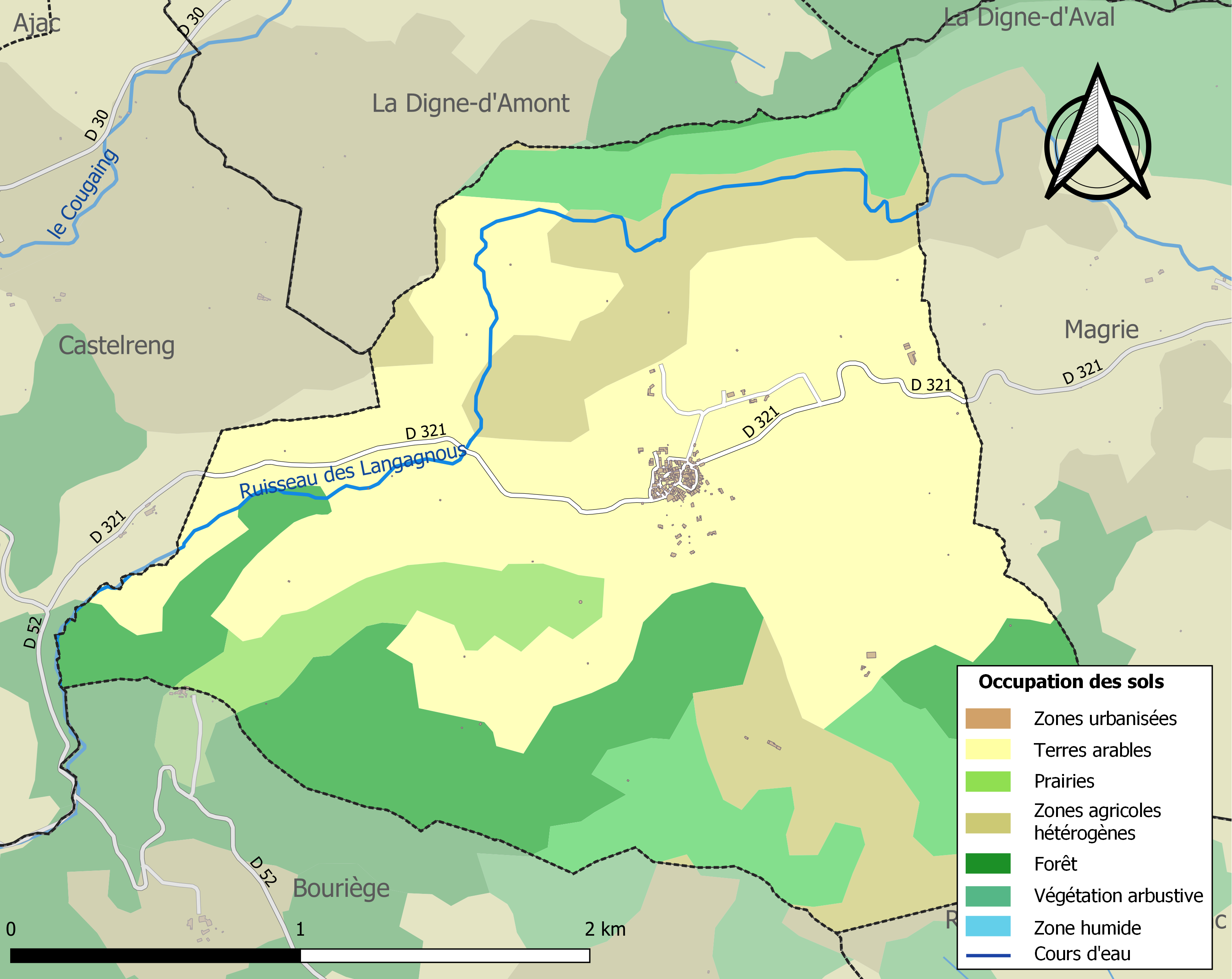
Carte des infrastructures et de l'occupation des sols de la commune en 2018 (CLC).

### Risques majeurs
Le territoire de la commune de Tourreilles est vulnérable à différents aléas naturels : météorologiques (tempête, orage, neige, grand froid, canicule ou sécheresse), feux de forêts et séisme (sismicité faible). Un site publié par le BRGM permet d'évaluer simplement et rapidement les risques d'un bien localisé soit par son adresse soit par le numéro de sa parcelle.
Le retrait-gonflement des sols argileux est susceptible d'engendrer des dommages importants aux bâtiments en cas d’alternance de périodes de sécheresse et de pluie. La totalité de la commune est en aléa moyen ou fort (75,2 % au niveau départemental et 48,5 % au niveau national). Sur les 92 bâtiments dénombrés sur la commune en 2019, 92 sont en aléa moyen ou fort, soit 100 %, à comparer aux 94 % au niveau départemental et 54 % au niveau national. Une cartographie de l'exposition du territoire national au retrait gonflement des sols argileux est disponible sur le site du BRGM,.

## Histoire

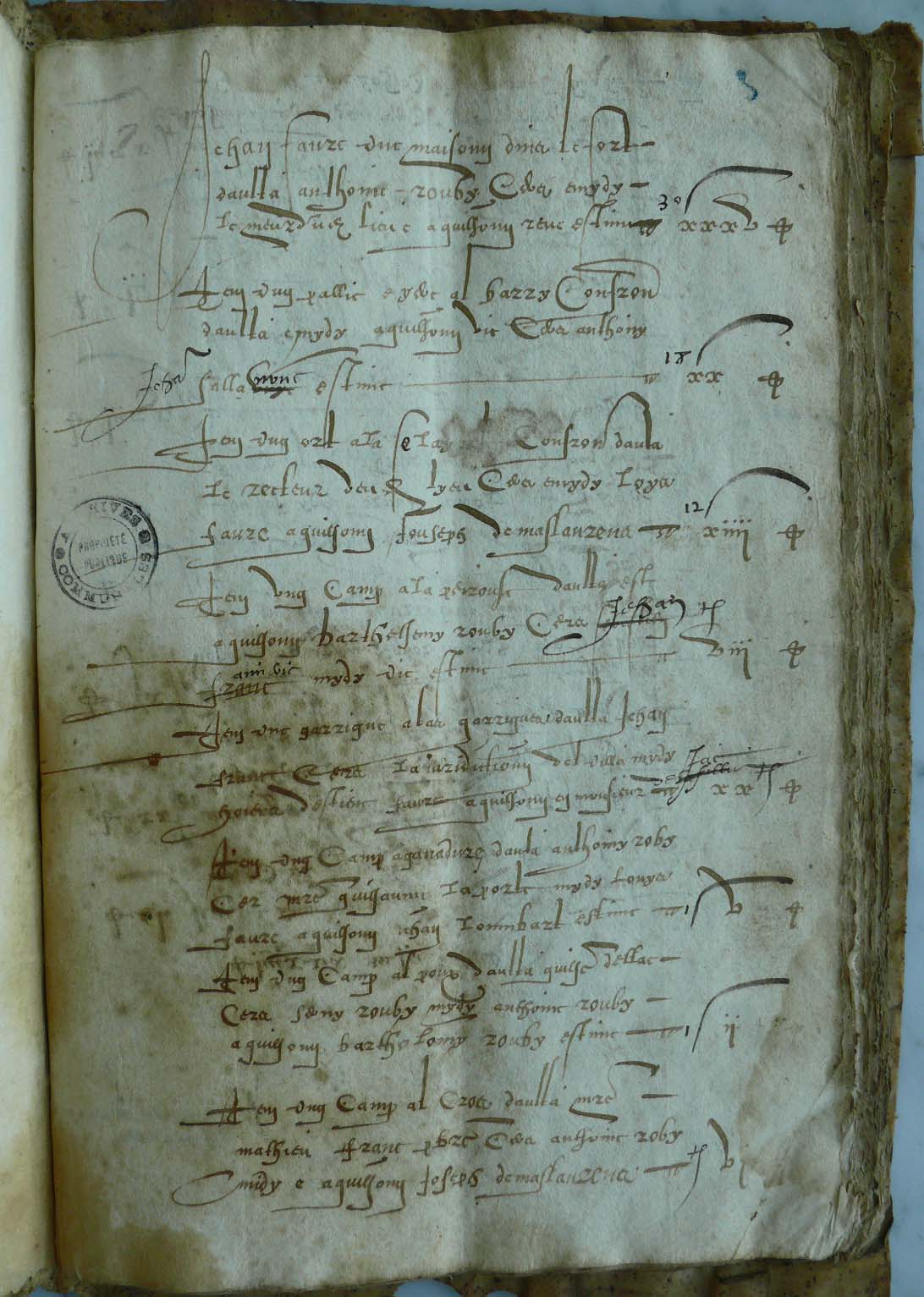
Page du compoix de 1596.

Le village est cité pour la première fois en 1048 sous le nom de Torrelae (petites tours). Ses origines ne sont pas connues, mais à Magrie, distant de 3 km, les hommes ont laissé des traces dès le Néolithique et l'existence d'un domaine gallo-romain appartenant au dénommé Macrius est attestée au Ier siècle apr. J.-C., époque florissante de la Gaule narbonnaise.
Après le départ des Arabes de Narbonne en 759, les Carolingiens  octroyérent de vastes territoires à défricher tant à l'église séculière qu'aux abbayes. C'est probablement dans ces circonstances que le village a été fondé au IXe ou au Xe siècle. Ainsi, Tourreilles a toujours fait partie de l'archidiocèse de Narbonne, même lorsqu'en 1318 le Pape créa le diocèse d'Alet. La frontière passait au sud du village, suivant la ligne de crête de Saint-Pierre le Clair : Tourreilles, Magrie, Limoux demeurèrent sous obédience narbonnaise, alors que Roquetaillade et Bouriège relevaient d'Alet.
L'hôpital Saint-Jean de Jérusalem, implanté à Magrie depuis que les comtes de Béziers et Carcassonne lui avaient cédé des terres en 1134, acquit diverses tenures à Tourreilles en 1156, auprès de Pierre de Campagne, en 1261, auprès de Ramon d'Alban, puis en 1279, 1287, 1334.. La plupart de ces propriétés, comme Cassanholum (domaine de Cassignoles), furent baillées à cens.
Le premier document exhaustif ayant trait à Tourreilles est le compoix de 1596, c'est-à-dire la matrice cadastrale permettant d'établir la taille réelle à laquelle serait assujetti chaque propriétaire. Tous les biens immobiliers y sont répertoriés, décrits, évalués. Leur valeur totale est l'allivrement, qui s'élève à 202 livres dont 30 relèvent de propriétaires inconnus car quelques pages manquent. Les 172 livres restantes sont réparties entre 41 résidents, 9 successions (biens non encore répartis entre héritiers) et 23 petits propriétaires domiciliés ailleurs.
Parmi les 41 résidents, on recense 9 gros propriétaires (10 à 17 livres), 9 moyens (3 à 9 livres) et
23 petits (moins de 3 livres). Les terres de qualité moyenne, éloignées du village, valent 8 sols/ha, les meilleurs champs 1 livre/ha et les vignes jusqu'à une livre et demie l'hectare. La vigne couvre moins du tiers de la superficie. Les pages déchirées concernent en fait un très gros propriétaire, Monsieur de Tourreilhes, et peut-être le Recteur, par ailleurs fréquemment cités pour des raisons de contiguïté. Il n'y a pas de seigneur, sinon le Roi: ce n'est qu'en 1696 que  celui-ci vendra la seigneurie du village à Raymond Lombard, pour la somme de 1 800 livres.
Un propriétaire de 3 livres d'allivrement cultive environ un hectare de vigne et deux de champs.
Compte tenu de l'assolement biennal, des rendements qui atteignent au mieux 10 hl/ha en vin comme en céréale, du prélèvement pour la semence soit 2,5 hl/ha, de la dîme et de la taille qui représentent chacune à peu près 6 % de la récolte, il lui reste et il auto-consomme 425 litres de vin et 600 litres de céréales, ce qui fait 500 kg de pain, à quoi il faut ajouter les ressources du jardin, de la basse-cour, d'une chèvre, peut-être de quelques moutons. La valeur de ces denrées au supermarché, en euros de 2008, s'élève à 175 €/mois. Le RMI pour un couple sans enfant est de 672 €/mois. C'est dire qu'en dehors de la nourriture la majeure partie des Tourreillois ne consomment presque rien : quelques chaussures, qu'ils font durer longtemps, des habits que l'on ne cesse de rapiécer, des lainages que les femmes confectionnent, parfois un ustensile domestique, très rarement un meuble, de toute façon minimaliste, comme l'est leur logis.
Les compoix et les rôles d'imposition des XVIIe et XVIIIe siècles, complétés par l'état-civil en fin de période, mettent en évidence l'augmentation de la population, le morcellement des propriétés,
la stagnation des rendements, l'apparition de quelques nouvelles cultures (la fève), l'abandon des terres les moins productives, l'envolée des impôts royaux : les prélèvements, taille, dîme, cens,
capitation, gabelle et autres, vont jusqu'à représenter 25 % des récoltes, ce que beaucoup ne peuvent supporter. La Révolution couve. Elle éclate en 1789 et va être illustrée par Pierre Bayle
(voir les personnalités).
Les événements marquants du XIXe siècle ont été les suivants :
- en 1831, cession à bas prix de 15 ha de terres communales aux habitants (46 acquéreurs),
- en 1834, ouverture de l'école communale, qui se tiendra dans une maison du village durant 50 ans,
- en 1850, réfection complète du cimetière sur le mamelon où il est toujours,
- en 1877, mise en service du nouveau chemin de Limoux, selon un tracé moins abrupt qu'auparavant et favorable au charroi,
- de 1880 à 1885, agrandissement de l'église, construction de l'école, de la mairie et de nombreuses maisons.

La guerre de 14-18 frappe durement la population : un cinquième des hommes dans la force de l'âge disparaissent. Le village continue à pratiquer la polyculture jusqu'aux années 1950 : il compte alors  28 chevaux et 2 bœufs pour 120 habitants. La vigne s'étend progressivement ensuite, utilisant de nouveaux cépages, en particulier le chardonnay destiné à l'AOC blanquette de Limoux, le plus ancien vin blanc effervescent du monde.

## Politique et administration

### Liste des maires
| Période                                  | Période  | Identité                 | Étiquette | Qualité |
| ---------------------------------------- | -------- | ------------------------ | --------- | ------- |
|                                          |          |                          |           |         |
| mars 2001                                | 2008     | Damien Cavailles         |           |         |
| mars 2008                                | 2014     | Odile Vernier            |           |         |
| 2014                                     | En cours | Marie-Christine Palomino |           |         |
| Les données manquantes sont à compléter. |          |                          |           |         |

### Jumelage
Le Boulou (2016)

## Population et société

### Démographie
| 1793 | 1800 | 1806 | 1821 | 1831 | 1836 | 1841 | 1846 | 1851 |
| ---- | ---- | ---- | ---- | ---- | ---- | ---- | ---- | ---- |
| 253  | 305  | 312  | 287  | 256  | 288  | 317  | 302  | 299  |

| 1856 | 1861 | 1866 | 1872 | 1876 | 1881 | 1886 | 1891 | 1896 |
| ---- | ---- | ---- | ---- | ---- | ---- | ---- | ---- | ---- |
| 265  | 248  | 243  | 228  | 216  | 239  | 236  | 179  | 170  |

| 1901 | 1906 | 1911 | 1921 | 1926 | 1931 | 1936 | 1946 | 1954 |
| ---- | ---- | ---- | ---- | ---- | ---- | ---- | ---- | ---- |
| 168  | 159  | 162  | 166  | 165  | 163  | 162  | 139  | 137  |

| 1962 | 1968 | 1975 | 1982 | 1990 | 1999 | 2004 | 2006 | 2009 |
| ---- | ---- | ---- | ---- | ---- | ---- | ---- | ---- | ---- |
| 121  | 108  | 103  | 87   | 98   | 93   | 108  | 114  | 121  |

| 2014 | 2019 | 2022 | - | - | - | - | - | - |
| ---- | ---- | ---- | - | - | - | - | - | - |
| 126  | 131  | 132  | - | - | - | - | - | - |

La population est passée par un maximum au début du XIXe siècle. De 250 habitants en 1790, elle s'élève à un sommet de 342 en 1812, puis régresse à 287 en 1820 et à 255 en 1832. Le village traverse des années économiquement difficiles. Sa population décroit jusqu'à 160 en 1906, avec deux sursauts de courte durée en 1832-1842 (grâce à la cession de terres communales propices à la culture des pommes de terre) et en 1875-1880 (à cause de l'envolée des prix du vin avant que le phylloxéra n'atteigne la région de Limoux).
Elle se stabilise ensuite pendant l'entre-deux-guerres, rechute encore jusqu'à 87 en 1982, avant de se rétablir quelque peu ensuite. Elle s'est beaucoup diversifiée ces derniers temps avec l'arrivée de Français de toutes origines et d'Européens du Nord. Quelques-uns sont retraités, d'autres artisans, plusieurs ont un emploi à la ville. Les viticulteurs sont moins nombreux, à la tête de propriétés plus grandes, dont plusieurs dépassent 20 ha de vignes.

## Économie

### Emploi
| Division       | 2008   | 2013   | 2018   |
| -------------- | ------ | ------ | ------ |
| Commune        | 9,4 %  | 19,5 % | 11 %   |
| Département    | 10,2 % | 12,8 % | 12,6 % |
| France entière | 8,3 %  | 10 %   | 10 %   |

En 2018, la population âgée de 15 à 64 ans s'élève à 72 personnes, parmi lesquelles on compte 71,2 % d'actifs (60,3 % ayant un emploi et 11 % de chômeurs) et 28,8 % d'inactifs,. Depuis 2008, le taux de chômage communal (au sens du recensement) des 15-64 ans est inférieur à celui du département, mais supérieur à celui de la France.
La commune fait partie de la couronne de l'aire d'attraction de Limoux, du fait qu'au moins 15 % des actifs travaillent dans le pôle,. Elle compte 18 emplois en 2018, contre 23 en 2013 et 21 en 2008. Le nombre d'actifs ayant un emploi résidant dans la commune est de 46, soit un indicateur de concentration d'emploi de 38,4 % et un taux d'activité parmi les 15 ans ou plus de 49,1 %.
Sur ces 46 actifs de 15 ans ou plus ayant un emploi, 14 travaillent dans la commune, soit 30 % des habitants. Pour se rendre au travail, 76,6 % des habitants utilisent un véhicule personnel ou de fonction à quatre roues, 2,1 % les transports en commun, 8,5 % s'y rendent en deux-roues, à vélo ou à pied et 12,8 % n'ont pas besoin de transport (travail au domicile).

### Activités hors agriculture
6 établissements sont implantés  à Tourreilles au 31 décembre 2019.
Le secteur du commerce de gros et de détail, des transports, de l'hébergement et de la restauration est prépondérant sur la commune puisqu'il représente 33,3 % du nombre total d'établissements de la commune (2 sur les 6 entreprises implantées  à Tourreilles), contre 32,3 % au niveau départemental.

### Agriculture
|               | 1988 | 2000 | 2010 | 2020 |
| ------------- | ---- | ---- | ---- | ---- |
| Exploitations | 21   | 11   | 9    | 8    |
| SAU (ha)      | 181  | 150  | 160  | 265  |

La commune est dans le Razès, une petite région agricole occupant l'ouest du département de l'Aude, également dénommée localement « Volvestre et Razès ». En 2020, l'orientation technico-économique de l'agriculture  sur la commune est la viticulture. Huit exploitations agricoles ayant leur siège dans la commune sont dénombrées lors du recensement agricole de 2020 (21 en 1988). La superficie agricole utilisée est de 265 ha,,.

## Culture locale et patrimoine

### Lieux et monuments

#### Église Saint-Saturnin de Tourreilles

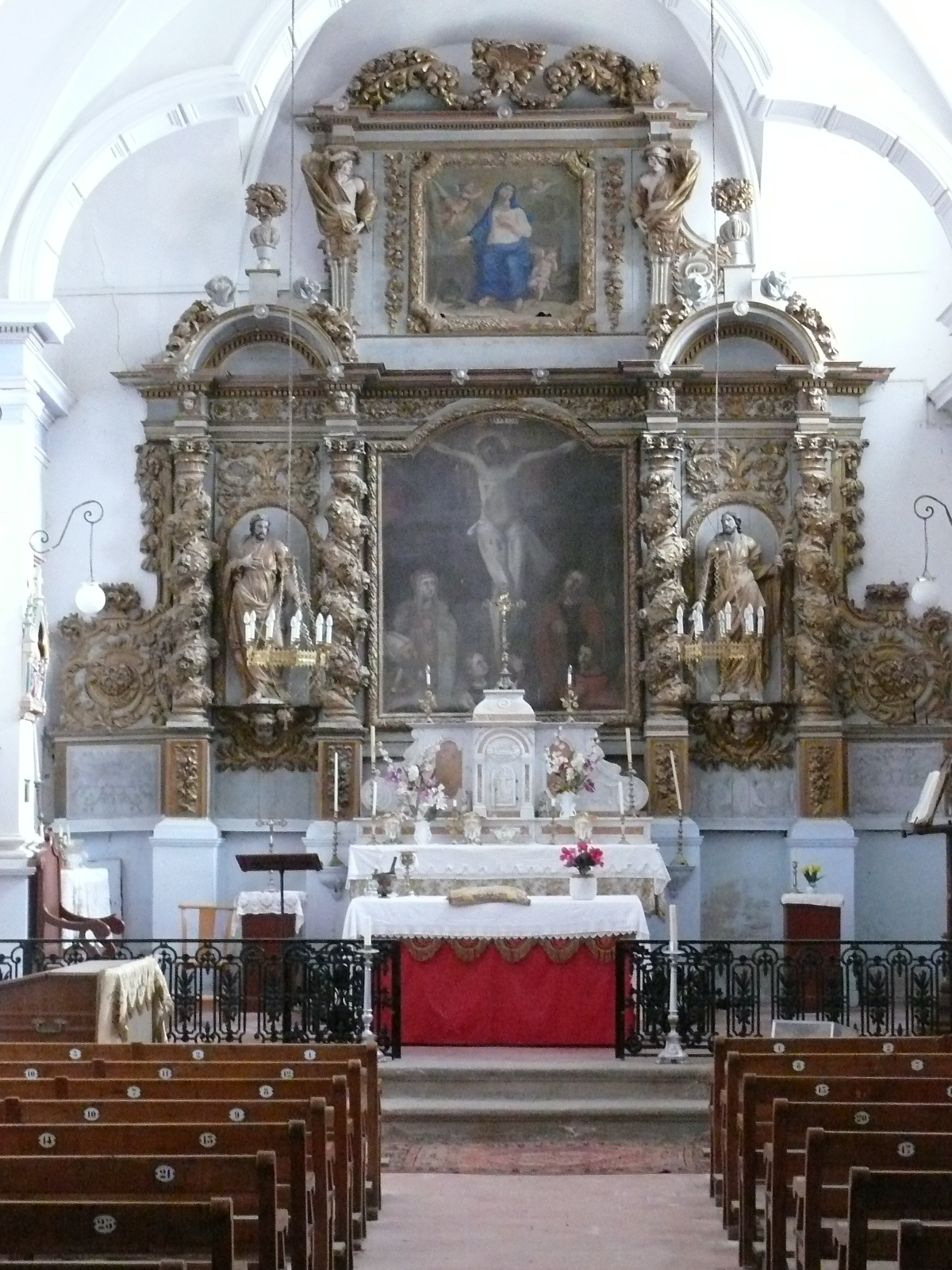
Le retable de Jacques Melair.

L'Église est dédiée à Saint Saturnin de Toulouse. Elle a été agrandie et remaniée en 1885 à l'initiative de l'abbé Vilhac : c'est à ce moment-là que le clocher actuel, surmonté d'un toit pointu d'ardoise, a pris la place du clocher-mur d'origine.
L'église contient un retable, classé à l'inventaire des monuments historiques, qui est attribué à Jean Jacques Melair. Celui-ci, établi à Carcassonne de 1661 à 1698, a réalisé de nombreux retables dans l'Aude, les Pyrénées-Orientales (notamment à la cathédrale Sainte-Eulalie-et-Sainte-Julie d'Elne) — Le plus grand d'entre eux, 6,50 m de large sur 8 m de haut, était installé à l'Hôpital général de Limoux. — Le retable de Tourreilles couvre le fond du chœur, 7 m de large sur 6,50 m de haut dans sa partie centrale.
Celle-ci est encadrée de colonnes salomoniques, sculptées dans le bois, torsadées, avec pampres et grappes ; elle comporte deux tableaux, le Christ crucifié en bas, la Vierge Marie en haut, surmontés de corniches et d'un fronton sommital. Les parties latérales, moins élevées, entourées de colonnes et de corniches identiques, mettent en valeur deux statues représentant saint Pierre et saint Jean, revêtus d'habits également dorés.
D'après les factures d'autres œuvres de Melair, le retable de Tourreilles a dû coûter environ 600 livres pour les sculptures et 1000 pour la dorure, sommes considérables dont on ne voit pas bien quels villageois pouvaient les dépenser au XVIIe siècle, si ce n'est avec l'aide du seigneur. À la même époque le Roi vendait la seigneurie de Tourreilles pour la somme de 1800 livres.

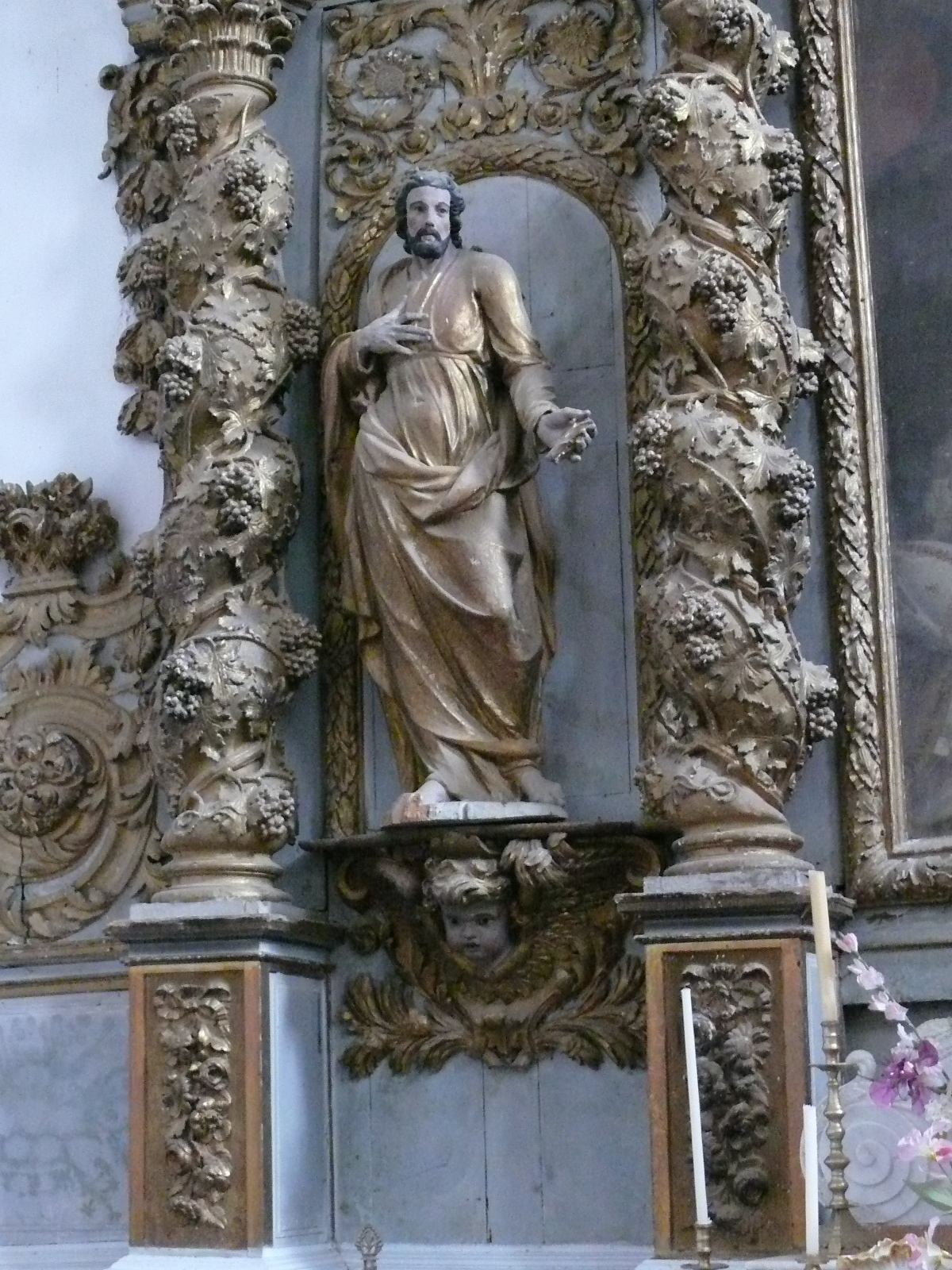
Saint Pierre.
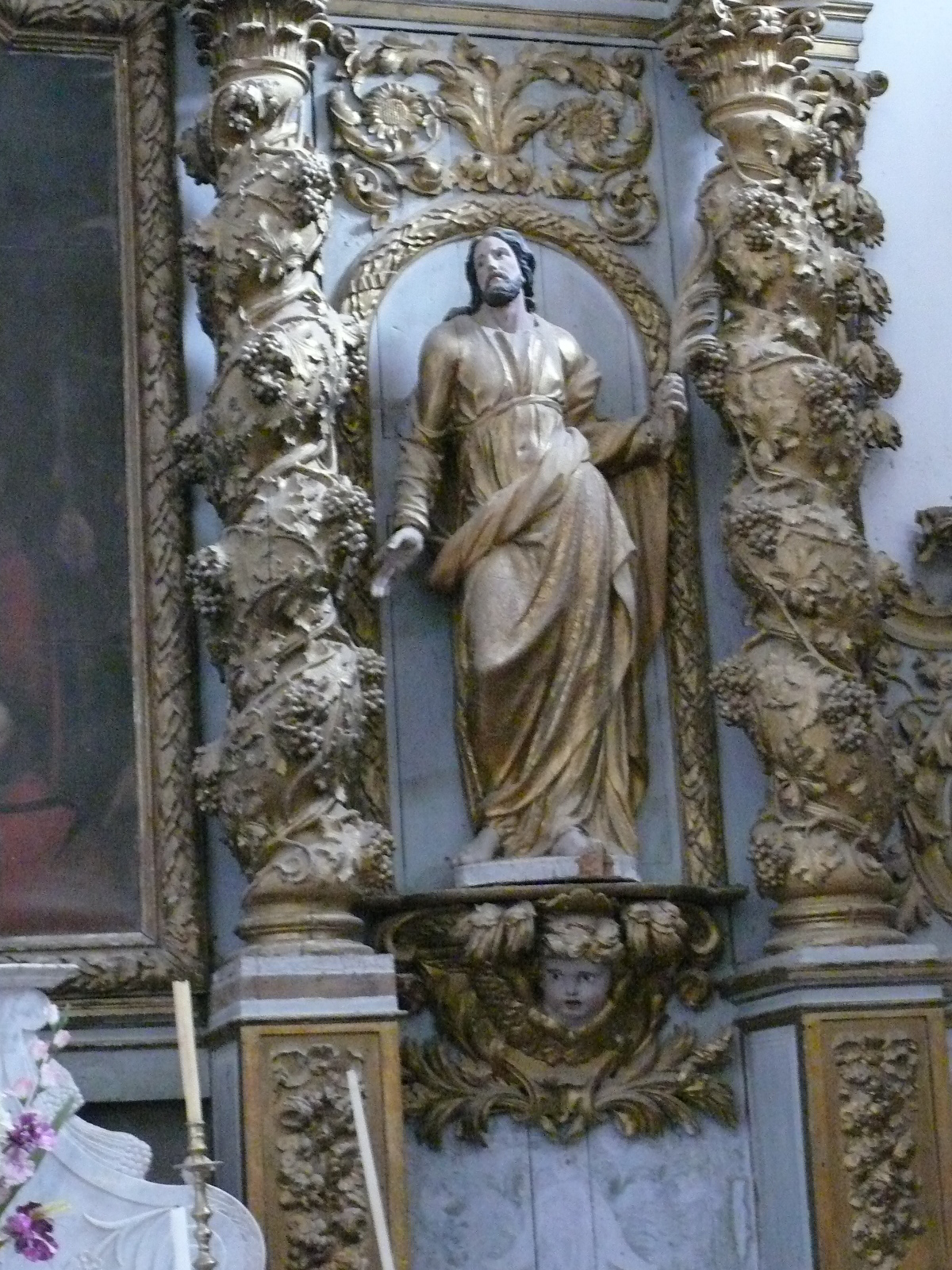
Saint Jean.

### Personnalités liées à la commune
- Pierre Bayle (1783-1794) (à ne pas confondre avec le philosophe Ariégeois Pierre Bayle)
Il s'engagea à l'âge de 10 ans comme élève-tambour lorsque la Convention déclara la guerre à l'Espagne, début 1793. La division de l'Aude fut envoyée au combat dès avril dans le département des Pyrénées-Orientales, envahi par l'armée espagnole. Après plusieurs batailles sans vainqueur ni vaincu, elle prit l'avantage au printemps 1794 et franchit à son tour les Pyrénées.
Pierre Bayle, attaché à l'état-major du général Augereau, mourut au combat en haut du village de Biure, sous le mont Roïg, dans la nuit du 31 octobre au 1er novembre 1794. Le 10 novembre, le général Jacques François Dugommier, qui commandait l'armée, rendit compte de sa mort et fit son éloge au Comité de salut public. Mais le général Dugommier fut lui-même tué dans la bataille de Figueras sept jours après.
La mémoire de Pierre Bayle sombra dans l'oubli. Dans tous les livres scolaires, Joseph Bara fut « le » jeune héros mort au champ d'honneur. Ce n'est que le 23 mai 1998 que l'Armée française rendit un hommage solennel à Pierre Bayle, dont la statue en pied, battant la diane, se dresse sur la place de Tourreilles.

### Héraldique
| Blason de Tourreilles | Blason  | D'azur à trois billettes couchées d'argent rangées en fasce. |
| Blason de Tourreilles | Détails | Le statut officiel du blason reste à déterminer.             |

## voir aussi